# Bill Liu
Bill Liu (刘自鸿; * 1983) ist ein chinesischer Unternehmer. Er ist Mitgründer und CEO von Royole, einem Unternehmen, das flexible Displays herstellt.

## Leben
Er wurde von der Stanford University zum Doktor der Elektrotechnik promoviert.
2007 gründete er mit zwei weiteren Absolventen der Stanford University in Shenzhen Royole.
Bei einem Besuch von Frank-Walter Steinmeier in der „Robotation Academy“ von Foshan zeigte er den Konflikt von Mensch im Reinraum auf: „‚Wir haben eine Fabrik von 400.000 Quadratmetern. In dieser Fabrik sieht man keinen Menschen.‘ Wenn da jemand hineingehe, leidet die Effizienz. ‚Menschen stören im Produktionsprozess eher. Dann kommt vielleicht Staub rein.‘“

## Erwähnung
- Er war Teilnehmer am „Thousand Talents Programme“.
- 2015 zählte ihn Forbes China zu den „Top Ten Innovative People in China und den USA“[4]
- „Guangdong Youth May Fourth Medal“.